# Finala Ligii Campionilor 1998
Finala Ligii Campionilor 1998 s-a jucat pe Amsterdam ArenA în Amsterdam la data de 20 mai 1998. Clubul spaniol Real Madrid a câștigat cu echipa italienească Juventus cu 1–0.

## Match details
| Real Madrid   | 1 – 0   | Juventus |
| ------------- | ------- | -------- |
| Mijatović 67' | Cronică |          |

| Real Madrid | Juventus |

| REAL MADRID:                                                                                            |    |                      |                 |     |
| |    |                      |                 |     |
| GK | 25 | Bodo Illgner         |                 |     |
| RB | 17 | Christian Panucci    |                 |     |
| CB | 5  | Manuel Sanchís (c)   |                 |     |
| CB | 4  | Fernando Hierro      | Cartonaș galben |     |
| LB | 3  | Roberto Carlos       | Cartonaș galben |     |
| CM | 6  | Fernando Redondo     |                 |     |
| RM | 27 | Christian Karembeu   |                 |     |
| LM | 10 | Clarence Seedorf     | Cartonaș galben |     |
| AM | 7  | Raúl                 |                 | 90' |
| CF | 15 | Fernando Morientes   |                 | 82' |
| CF | 8  | Predrag Mijatović    | 89'             |     |
| Rezerve:                                                                                                |    |                      |                 |     |
| GK | 1  | Iker Casillas        |                 |     |
| DF | 19 | Fernando Sanz        |                 |     |
| MF | 16 | Jaime                |                 | 82' |
| MF | 11 | José Emilio Amavisca |                 | 90' |
| MF | 20 | Sávio                |                 |     |
| MF | 18 | Víctor               |                 |     |
| CF | 9  | Davor Šuker          |                 | 89' |
| Antrenor:                                                                                               |    |                      |                 |     |
| Jupp Heynckes Arbitrii asistenți: Thorsten Bastian Christian Schraer Patrule oficial: Hans-Jürgen Weber |    |                      |                 |     |

| JUVENTUS:      |    |                        |                 |     |
|                |    |                        |                 |     |
| GK             | 1  | Angelo Peruzzi (c)     |                 |     |
| CB             | 3  | Moreno Torricelli      |                 |     |
| CB             | 4  | Paolo Montero          | Cartonaș galben |     |
| CB             | 13 | Mark Iuliano           |                 |     |
| RWB            | 7  | Angelo Di Livio        |                 | 46' |
| LWB            | 22 | Gianluca Pessotto      |                 | 71' |
| CM             | 14 | Didier Deschamps       |                 | 78' |
| CM             | 26 | Edgar Davids           | Cartonaș galben |     |
| AM             | 21 | Zinedine Zidane        |                 |     |
| FW             | 9  | Filippo Inzaghi        |                 |     |
| FW             | 10 | Alessandro Del Piero   |                 |     |
| Rezerve:       |    |                        |                 |     |
| GK             | 12 | Michaelangelo Rampulla |                 |     |
| DF             | 6  | Dimas Teixeira         |                 |     |
| DF             | 15 | Alessandro Birindelli  |                 |     |
| MF             | 20 | Alessio Tacchinardi    |                 | 46' |
| CM             | 8  | Antonio Conte          |                 | 78' |
| FW             | 18 | Daniel Fonseca         |                 | 71' |
| FW             | 16 | Nicola Amoruso         |                 |     |
| Antrenor:      |    |                        |                 |     |
| Marcello Lippi |    |                        |                 |     |

## Statisticile meciului
|                    | Real Madrid | Juventus |
| ------------------ | ----------- | -------- |
| Goluri marcate     | 1           | 0        |
| Lovituri           | 8           | 9        |
| Lovituri pe poartă | 3           | 4        |
| Posesia mingii     | 51%         | 49%      |
| Cornere            | 3           | 3        |
| Fault-uri comise   | 22          | 29       |
| Offside-uri        | 1           | 3        |
| Cartonașe galbene  | 4           | 2        |
| Cartonașe roșii    | 0           | 0        |

Sursă: UEFA Champions League Final 1998 Full-Time Report Arhivat în 3 martie 2016, la Wayback Machine.